# Jerboa
Jerboa é o nome genérico dado aos roedores da família Dipodidae.
Com orelhas longas, um rabo comprido e saltitante como um canguru, esse animal corre risco de extinção. Vive no Deserto de Gobi, na Mongólia e na China e também no nordeste da África. Mede menos de dez centímetros.
Comem insetos e têm hábitos noturnos.

## Informações adicionais
O Jerboa mede, em média, menos de dez centímetros e encontra-se em risco de extinção.             
Ele tem vida noturna se abrigando em tocas durante o dia e sua alimentação é baseada em insetos.        
Apesar de pequeno, estes animais, quando estão em perigo, conseguem alcançar uma velocidade                                                                                                      
média de até 24 km por hora.

## Nota
O Jerboa é creditado como a fonte de inspiração para o desenho do corpo personagem Mew da série japonesa Pokemon .